# Seminars in Cancer Biology
Seminars in Cancer Biology, abgekürzt Semin. Cancer Biol., ist eine wissenschaftliche Fachzeitschrift, die vom Elsevier-Verlag veröffentlicht wird. Derzeit erscheint die Zeitschrift mit sechs Ausgaben im Jahr. Es werden Übersichtsarbeiten zu neuen Entwicklungen der Krebsforschung mit Schwerpunkt auf die molekulare Onkologie veröffentlicht.
Der Impact Factor lag im Jahr 2015 bei 9,955. Nach der Statistik des ISI Web of Knowledge wird das Journal mit diesem Impact Factor in der Kategorie Onkologie an zehnter Stelle von 213 Zeitschriften geführt.